# Marcel Cerdan
Marcellin "Marcel" Cerdan (pronunție în franceză [maʁsɛl sɛʁdɑ̃]; 22 iulie 1916 – 28 octombrie 1949) a fost un campion mondial la box francez care a fost considerat de mulți specialiști în box și fani drept cel mai mare boxer din Franța. Viața lui a fost marcată de realizările sale sportive, stilul de viață social și, în cele din urmă, de tragedie.
Marcel Cerdan s-a născut la 22 iulie 1916 în Sidi Bel Abbès în ceea ce era pe atunci Algeria Franceză.